# Skuldklocka
En skuldklocka är en monitor som visar statsskulden oftast i landet som monitorn används i. De flesta "skuldklockorna" återfinns i USA, som har en stor statsskuld.